# Basketbol Süper Ligi 2023-24
La Basketbol Süper Ligi 2023-24 fue la edición número 58 de la Basketbol Süper Ligi, la máxima competición de baloncesto de Turquía. La temporada regular comenzó el 29 de septiembre de 2023 y los playoffs acabaron en junio de 2024.

## Equipos temporada 2023-24
El 7 de mayo de 2023, Çağdaş Bodrumspor ascendió a la BSL como campeón de la Türkiye Basketbol 1. Ligi. Será su primera temporada en la máxima categoría. Samsunspor ascendió a la BSL como ganador de los play-offs de la TBL.
AYOS Konyaspor y Gaziantep Basketbol descendieron después de terminar en los dos últimos lugares en la Basketbol Süper Ligi 2022-23.
| Equipo                         | Ciudad   | Pabellón                           | Capacidad |
| ------------------------------ | -------- | ---------------------------------- | --------- |
| Anadolu Efes                   | Estambul | Sinan Erdem Dome                   | 16,000    |
| Bahçeşehir Koleji              | Estambul | Caferağa Sports Hall               | 1,500     |
| Beşiktaş Sompo Japan           | Estambul | BJK Akatlar Arena                  | 3,200     |
| Çağdaş Bodrumspor              | Muğla    | Bodrum Spor Salonu                 | 1,000     |
| Darüşşafaka                    | Estambul | Volkswagen Arena Istanbul          | 5,000     |
| Arel Üniversitesi Büyükçekmece | Estambul | Gazanfer Bilge Spor Salonu         | 3,000     |
| Fenerbahçe                     | Estambul | Ülker Sports Arena                 | 13,800    |
| Yukatel Merkezefendi Basket    | Denizli  | Pamukkale University Arena         | 3,490     |
| Frutti Extra Bursaspor         | Bursa    | Tofaş Nilüfer Sports Hall          | 7,500     |
| Galatasaray Odeabank           | Estambul | Sinan Erdem Dome                   | 16,000    |
| Manisa BB                      | Manisa   | Muradiye Spor Salonu               | 3,500     |
| Petkim Spor                    | İzmir    | Aliağa Belediyesi ENKA Spor Salonu | 3,000     |
| Pınar Karşıyaka                | İzmir    | Karşıyaka Arena                    | 5,000     |
| Reeder Samsunspor              | Samsun   | Mustafa Dağıstanlı Spor Salonu     | 2,000     |
| Tofaş                          | Bursa    | Tofaş Nilüfer Sports Hall          | 7,500     |
| Türk Telekom                   | Ankara   | Ankara Arena                       | 10,400    |

## Temporada regular

### Clasificación
|                                                        | Equipo                         | Puntos | J  | G  | P  | PF   | PC   | DP   |
| ------------------------------------------------------ | ------------------------------ | ------ | -- | -- | -- | ---- | ---- | ---- |
| 1                                                      | Anadolu Efes                   | 55     | 30 | 25 | 5  | 2613 | 2417 | 196  |
| 2                                                      | Fenerbahçe                     | 55     | 30 | 25 | 5  | 2773 | 2308 | 465  |
| 3                                                      | Beşiktaş Emlakjet              | 51     | 30 | 21 | 9  | 2462 | 2236 | 226  |
| 4                                                      | Pınar Karşıyaka                | 51     | 30 | 21 | 9  | 2691 | 2531 | 160  |
| 5                                                      | Galatasaray Doğa Sigorta       | 46     | 30 | 16 | 14 | 2544 | 2479 | 65   |
| 6                                                      | Manisa BB                      | 46     | 30 | 16 | 14 | 2468 | 2514 | -46  |
| 7                                                      | Petkim Spor                    | 45     | 30 | 15 | 15 | 2531 | 2471 | 60   |
| 8                                                      | Türk Telekom                   | 44     | 30 | 14 | 16 | 2457 | 2441 | 16   |
| 9                                                      | Frutti Extra Bursaspor         | 44     | 30 | 14 | 16 | 2518 | 2574 | -56  |
| 10                                                     | Arel Üniversitesi Büyükçekmece | 43     | 30 | 13 | 17 | 2474 | 2467 | 7    |
| 11                                                     | Tofaş                          | 43     | 30 | 13 | 17 | 2589 | 2633 | -44  |
| 12                                                     | Yukatel Merkezefendi Basket    | 42     | 30 | 12 | 18 | 2401 | 2556 | -155 |
| 13                                                     | Bahçeşehir Koleji              | 42     | 30 | 12 | 18 | 2590 | 2611 | -21  |
| 14                                                     | Darüşşafaka                    | 42     | 30 | 12 | 18 | 2411 | 2557 | -146 |
| 15                                                     | Çağdaş Bodrumspor              | 38     | 30 | 8  | 22 | 2391 | 2585 | -194 |
| 16                                                     | Reeder Samsunspor              | 33     | 30 | 3  | 27 | 2183 | 2716 | -533 |
| Fuente: Basketbol Süper Ligi; actualización automática |                                |        |    |    |    |      |      |      |

Los ocho primeros se clasifican a playoffs y los dos segundos descienden a la TBL.

### Resultados
| Local \ Visitante           | AEF    | BAH    | BJK   | BUR    | BOD    | DSK    | FEN     | GAL   | MBB    | BÇB    | PET   | KSK    | SAM    | TOF     | TTA    | MEB    |
| --------------------------- | ------ | ------ | ----- | ------ | ------ | ------ | ------- | ----- | ------ | ------ | ----- | ------ | ------ | ------- | ------ | ------ |
| Anadolu Efes                | —      | 91–82  | 90–75 |        | 87–79  | 85–78  | 81–80   | 76–95 | 99–79  | 89–78  | 98–73 | 101–85 | 91–86  | 85–75   | 81–82  | 83–77  |
| Bahçeşehir Koleji           | 80–87  | —      | 96–93 | 67–80  | 89–86  | 86–93  | 105–110 | 90–89 | 78–81  | 98–90  | 91–80 | 85–93  | 98–69  | 85–90   | 90–92  | 86–79  |
| Beşiktaş Emlakjet           | 85–77  | 95–94  | —     | 88–59  | 96–90  | 88–72  | 68–64   | 76–77 | 76–73  | 85–72  | 66–62 | 115–66 |        | 69–54   | 77–66  | 79–58  |
| Bursaspor İnfo Yatırım      | 73–83  | 104–91 | 82–76 | —      | 83–69  | 68–64  |         | 65–81 | 102–94 | 94–81  | 94–84 | 68–102 | 78–74  | 89–95   | 69–103 | 85–87  |
| Çağdaş Bodrumspor           | 75–87  | 74–80  | 82–90 | 87–76  | —      | 89–73  | 92–93   | 77–81 | 67–87  | 83–79  | 62–80 | 97–98  | 71–83  |         | 79–88  | 88–84  |
| Darüşşafaka Lassa           |        | 68–75  | 64–61 | 94–85  | 97–103 | —      |         | 75–72 | 87–89  | 84–80  | 72–83 | 83–78  | 108–78 | 76–82   | 86–84  | 86–88  |
| Fenerbahçe Beko             | 80–90  | 113–98 | 87–66 | 97–90  | 95–58  | 110–77 | —       | 90–74 | 98–82  | 92–90  | 96–85 | 93–63  | 83–53  | 109–77  | 99–71  | 90–64  |
| Galatasaray Nef             | 92–95  | 86–92  | 89–83 | 80–82  | 77–87  | 95–78  | 62–74   | —     | 85–81  | 96–101 | 90–88 | 86–92  | 113–69 | 95–76   | 75–76  | 87–102 |
| Manisa BB                   | 76–81  | 90–88  | 78–70 | 98–95  | 65–79  | 69–62  | 69–82   | 80–83 | —      | 64–78  | 90–06 |        | 90–60  | 91–89   | 81–67  | 93–76  |
| ONVO Büyükçekmece           | 70–79  | 75–68  | 70–86 | 75–70  | 108–71 | 80–88  | 58–89   | 61–70 | 103–76 | —      | 96–94 | 75–93  | 96–58  | 84–82   | 84–83  | 76–78  |
| Petkim Spor                 | 92–101 | 76–61  | 58–70 | 78–94  |        | 112–78 | 59–81   | 76–74 | 94–74  | 99–95  | —     | 81–69  | 93–83  | 107–100 | 96–94  | 89–81  |
| Pınar Karşıyaka             | 99–81  | 92–76  | 94–85 | 95–75  | 90–82  | 86–98  | 84–79   | 98–76 | 87–91  | 93–87  | 90–74 | —      | 103–71 | 98–71   | 100–80 | 97–73  |
| Reeder Samsunspor           | 73–93  | 69–105 | 70–76 | 80–108 | 61–100 | 90–98  | 75–96   | 70–72 | 71–77  | 67–71  | 67–81 | 80–82  | —      | 87–86   | 55–75  | 95–85  |
| Tofaş                       | 93–95  | 88–86  | 81–85 | 91–85  | 102–82 | 83–90  | 86–95   |       | 77–89  | 73–94  | 84–71 | 111–91 | 104–91 | —       | 79–62  | 98–77  |
| Türk Telekom                | 69–71  | 92–95  | 83–89 | 72–68  | 73–60  |        | 95–91   | 90–92 | 79–83  | 71–74  | 81–79 | 70–81  | 89–69  | 87–83   | —      | 112–89 |
| Yukatel Merkezefendi Basket | 64–79  |        | 73–83 | 82–87  | 83–68  | 83–81  | 68–93   | 77–93 | 82–68  | 94–93  | 63–61 | 107–94 | 83–74  | 93–97   | 95–81  | —      |

## Playoffs

### Cuadro final
|  | Cuartos de final | Cuartos de final  | Cuartos de final |                   |   | Semifinales     | Semifinales | Semifinales |  |   | Finales      | Finales | Finales |  |
|  |                  |                   |                  |                   |   |                 |             |             |  |   |              |         |         |  |
|  |                  |                   |                  |                   |   |                 |             |             |  |   |              |         |         |  |
|  | 1                | Anadolu Efes      | 2                |                   |   |                 |             |             |  |   |              |         |         |  |
|  | 1                | Anadolu Efes      | 2                |                   |   |                 |             |             |  |   |              |         |         |  |
|  | 8                | Türk Telekom      | 0                |                   |   |                 |             |             |  |   |              |         |         |  |
|  | 8                | Türk Telekom      | 0                |                   | 1 | Anadolu Efes    | 3           |             |  |   |              |         |         |  |
|  |                  |                   |                  |                   | 1 | Anadolu Efes    | 3           |             |  |   |              |         |         |  |
|  |                  |                   | 4                | Pınar Karşıyaka   | 0 |                 |             |             |  |   |              |         |         |  |
|  | 4                | Pınar Karşıyaka   | 4                | Pınar Karşıyaka   | 0 | 2               |             |             |  |   |              |         |         |  |
|  | 4                | Pınar Karşıyaka   |                  |                   |   |                 |             |             |  |   |              |         |         |  |
|  | 5                | Galatasaray Ekmas | 1                |                   |   |                 |             |             |  |   |              |         |         |  |
|  | 5                | Galatasaray Ekmas | 1                |                   |   |                 |             |             |  | 1 | Anadolu Efes | 1       |         |  |
|  |                  |                   |                  |                   |   |                 |             |             |  | 1 | Anadolu Efes | 1       |         |  |
|  |                  |                   | 2                | Fenerbahçe Beko   | 2 |                 |             |             |  |   |              |         |         |  |
|  | 2                | Fenerbahçe Beko   | 2                | Fenerbahçe Beko   | 2 | 2               |             |             |  |   |              |         |         |  |
|  | 2                | Fenerbahçe Beko   |                  |                   |   |                 |             |             |  |   |              |         |         |  |
|  | 7                | Petkim Spor       | 0                |                   |   |                 |             |             |  |   |              |         |         |  |
|  | 7                | Petkim Spor       | 0                |                   | 2 | Fenerbahçe Beko | 3           |             |  |   |              |         |         |  |
|  |                  |                   |                  |                   | 2 | Fenerbahçe Beko | 3           |             |  |   |              |         |         |  |
|  |                  |                   | 3                | Beşiktaş Emlakjet | 0 |                 |             |             |  |   |              |         |         |  |
|  | 3                | Beşiktaş Emlakjet | 3                | Beşiktaş Emlakjet | 0 | 2               |             |             |  |   |              |         |         |  |
|  | 3                | Beşiktaş Emlakjet |                  |                   |   |                 |             |             |  |   |              |         |         |  |
|  | 6                | Manisa BB         | 0                |                   |   |                 |             |             |  |   |              |         |         |  |
|  | 6                | Manisa BB         | 0                |                   |   |                 |             |             |  |   |              |         |         |  |
|  |                  |                   |                  |                   |   |                 |             |             |  |   |              |         |         |  |

### Cuartos de final
| Equipo 1          | Series | Equipo 2          | 1.er partido | 2.º partido | 3.er partido |
| ----------------- | ------ | ----------------- | ------------ | ----------- | ------------ |
| Anadolu Efes      | 2–0    | Türk Telekom      | 99–79        | 86–78       | —            |
| Fenerbahçe Beko   | 2–0    | Petkim Spor       | 102–72       | 100–71      | —            |
| Beşiktaş Emlakjet | 2–0    | Manisa BB         | 92–74        | 83–74       | —            |
| Pınar Karşıyaka   | 2–1    | Galatasaray Ekmas | 95–96        | 90–87       | 97–82        |

### Semifinales
| Equipo 1        | Series | Equipo 2          | 1.er partido | 2.º partido | 3.er partido | 4.º partido | 5.º partido |
| --------------- | ------ | ----------------- | ------------ | ----------- | ------------ | ----------- | ----------- |
| Anadolu Efes    | 3–0    | Pınar Karşıyaka   | 103–80       | 82–68       | 97–90        | —           | —           |
| Fenerbahçe Beko | 2–0    | Beşiktaş Emlakjet | 96–88        | 98–72       | 86–77        | —           | —           |

### Final
| Equipo 1     | Series | Equipo 2        | 1.er partido | 2.º partido | 3.er partido | 4.º partido | 5.º partido |
| ------------ | ------ | --------------- | ------------ | ----------- | ------------ | ----------- | ----------- |
| Anadolu Efes | 1–3    | Fenerbahçe Beko | 74–85        | 70–101      | 82–81        | 72-80       | -           |

## Estadísticas
| Pos | Jugador         | Equipo                    | VAL   |
| --- | --------------- | ------------------------- | ----- |
| 1   | Austin Wiley    | Tofaş                     | 22.79 |
| 2   | Daniel Oturu    | Merkezefendi/Anadolu Efes | 21.27 |
| 3   | Errick McCollum | Pınar Karşıyaka           | 20.59 |
| 4   | Marcquise Reed  | ONVO Büyükçekmece         | 19.97 |
| 5   | Emanuel Terry   | Manisa BB                 | 19.33 |

| Pos | Jugador         | Equipo                    | PPP   |
| --- | --------------- | ------------------------- | ----- |
| 1   | Marcquise Reed  | ONVO Büyükçekmece         | 21.00 |
| 2   | David Efianayi  | Petkim Spor               | 20.36 |
| 3   | Nate Mason      | Yukatel Merkezefendi      | 19.64 |
| 4   | Errick McCollum | Pınar Karşıyaka           | 19.00 |
| 5   | Daniel Oturu    | Merkezefendi/Anadolu Efes | 18.23 |

| Pos | Jugador         | Equipo                    | RPP   |
| --- | --------------- | ------------------------- | ----- |
| 1   | Austin Wiley    | Tofaş                     | 10.08 |
| 2   | Ángel Delgado   | Beşiktaş Emlakjet         | 9.36  |
| 3   | Jerry Boutsiele | Bahçeşehir Koleji         | 8.77  |
| 4   | Emanuel Terry   | Manisa BB                 | 8.40  |
| 5   | Daniel Oturu    | Merkezefendi/Anadolu Efes | 7.68  |

| Pos | Jugador         | Equipo               | APP  |
| --- | --------------- | -------------------- | ---- |
| 1   | Nate Mason      | Yukatel Merkezefendi | 7.09 |
| 2   | Alex Pérez      | ONVO Büyükçekmece    | 6.85 |
| 3   | Yam Madar       | Fenerbahçe Beko      | 6.35 |
| 4   | Klemen Prepelič | Galatasaray Ekmas    | 6.12 |
| 5   | Fatts Russell   | Manisa BB            | 5.92 |

Source: BSL Stats

## Galardones
Galardones oficiales de la Basketbol Süper Ligi 2023-24.

#### MVP de la jornada
| Jornada | Jugador              | Equipo                         | VAL | Ref.   |
| ------- | -------------------- | ------------------------------ | --- | ------ |
| 1       | Pako Cruz            | Manisa Büyükşehir Belediyespor | 35  | [ 5 ]  |
| 2       | Tyler Cavanaugh      | Bahçeşehir Koleji              | 28  | [ 6 ]  |
| 3       | Rodrigue Beaubois    | Anadolu Efes                   | 33  | [ 7 ]  |
| 4       | Ahmet Düverioğlu     | Çağdaş Bodrumspor              | 36  | [ 8 ]  |
| 5       | Jerry Boutsiele      | Bahçeşehir Koleji              | 30  | [ 9 ]  |
| 6       | Ante Žižić           | Anadolu Efes                   | 35  | [ 10 ] |
| 7       | Anthony Brown        | Bursaspor İnfo Yatırım         | 31  | [ 11 ] |
| 8       | Jānis Timma          | Darüşşafaka Lassa              | 34  | [ 12 ] |
| 9       | Vernon Carey Jr.     | Pınar Karşıyaka                | 35  | [ 13 ] |
| 10      | Austin Wiley         | Tofaş                          | 41  | [ 14 ] |
| 11      | Vernon Carey Jr.     | Pınar Karşıyaka                | 32  | [ 15 ] |
| 12      | Austin Wiley (x2)    | Tofaş                          | 35  | [ 16 ] |
| 13      | Tarik Biberović      | Fenerbahçe Beko                | 34  | [ 17 ] |
| 14      | Yam Madar            | Fenerbahçe Beko                | 39  | [ 18 ] |
| 15      | Daniel Oturu         | Anadolu Efes                   | 39  | [ 19 ] |
| 16      | Moses Wright         | Yukatel Merkezefendi           | 38  | [ 20 ] |
| 17      | Darius Thompson      | Anadolu Efes                   | 31  | [ 21 ] |
| 18      | Vitto Brown          | Pınar Karşıyaka                | 36  | [ 22 ] |
| 19      | Jordan Floyd         | Bursaspor İnfo Yatırım         | 37  | [ 23 ] |
| 20      | Marko Pecarski       | Yukatel Merkezefendi           | 34  | [ 24 ] |
| 21      | Marcquise Reed       | ONVO Büyükçekmece              | 43  | [ 25 ] |
| 22      | Errick McCollum      | Pınar Karşıyaka                | 34  | [ 26 ] |
| 23      | Tyrone Wallace       | Türk Telekom                   | 36  | [ 27 ] |
| 24      | Will Clyburn         | Anadolu Efes                   | 29  | [ 28 ] |
| 25      | Marko Pecarski (x2)  | Yukatel Merkezefendi           | 36  | [ 29 ] |
| 26      | Axel Bouteille       | Bahçeşehir Koleji              | 30  | [ 30 ] |
| 27      | Nike Sibande         | Yukatel Merkezefendi           | 35  | [ 31 ] |
| 28      | Caleb Homesley       | Tofaş                          | 31  |        |
| 29      | Shane Larkin         | Anadolu Efes                   | 33  | [ 32 ] |
| 30      | Errick McCollum (x2) | Pınar Karşıyaka                | 38  | [ 33 ] |

### MVP del mes
| Mes       | Jugador          | Equipo                         | VAL  | Ref.   |
| 2023      | 2023             | 2023                           | 2023 | 2023   |
| --------- | ---------------- | ------------------------------ | ---- | ------ |
| Octubre   | Emanuel Terry    | Manisa Büyükşehir Belediyespor | 21.3 | [ 34 ] |
| Noviembre | Vernon Carey Jr. | Pınar Karşıyaka                | 23.0 | [ 35 ] |
| Diciembre | Alex Pérez       | ONVO Büyükçekmece              | 21.0 | [ 36 ] |
| 2024      |                  |                                |      |        |
| Enero     | Vernon Carey Jr. | Pınar Karşıyaka                | 23.0 | [ 37 ] |